# Сита, Золтан
Золтан Сита (венг. Szita Zoltán; род. 10 февраля 1998, Веспрем) — венгерский гандболист, выступает за гандбольный клуб «Висла» и сборную Венгрии по гандболу. Участник летних Олимпийских игр 2024 года.

## Карьера

### Клубная
Золтан Сита воспитанник венгерской команды «Веспрем». За этот профессиональный клуб дебютировал в сезоне 2016/17 годов, забив 16 голов в первом дивизионе. Затем был отдан в аренду на два года венгерской команде «Balatonfüredi KSE», с которой дважды участвовал в розыгрыше Кубка ЕГФ.
В сезоне 2019/20 годов Золтан играл в аренде в польском клубе первого дивизиона «Висла», с которым занял второе место в польской Суперлиге и принял участие в Лиге чемпионов ЕГФ. В сезоне 2020/21 годов «Висла» подписала с ним контракт на два года. В сезонах 2020/21 и 2021/22 годов снова занимал второе место в чемпионате Польши. В Кубке Польши 2022 года завоевал титул.
В сезоне 2022/23 годов Сита вернулся в Венгрию в клуб «Пик». Летом 2024 года вновь перешёл в «Вислу».

### Международная карьера в сборной
В составе сборной Венгрии Сита участвовал в чемпионатах Европы 2020 (9-е место) и 2022 (15-е место), а также в чемпионатах мира 2019 (10-е место), 2021 (5-е место) и 2023 (8-е место).
В августе 2024 года был включён в состав Венгрии для участия в Олимпийском турнире по гандболу. Сборная Венгрии, сыграв пять матчей не смогла выйти из группы B, а игроки команды завершили участие в турнире.